# Doodlebug
Doodlebug – czarno-biały, krótkometrażowy film w reżyserii i według scenariusza Christophera Nolana z 1997 roku.

## Opis fabuły
Siedzący we własnym pokoju mężczyzna próbuje zgnieść butem małą istotę, biegającą po ziemi. Nagle w pomieszczeniu pojawia się znacznie większy od niego osobnik i teraz to on jest ścigany.

## Obsada
- Jeremy Theobald